# Gniebing-Weißenbach
Gniebing-Weißenbach ist eine ehemalige Gemeinde im Süd-Osten der Steiermark mit 2204 Einwohnern (Stand 31. Oktober 2013) vor der Eingemeindung in die Stadt Feldbach mit 1. Jänner 2015.

## Geografie
Gniebing-Weißenbach liegt etwa 34 km östlich von Graz und circa 3 km nordwestlich von Feldbach im Oststeirischen Hügelland.
Die ehemalige Gemeinde bestand aus zwei Katastralgemeinden (Fläche Stand 31. Dezember 2023):
- Gniebing (875,56 ha)
- Weißenbach (662,5 ha)

Die Gemeinde unterteilte sich in vier Ortschaften (Einwohner Stand 1. Jänner 2024):
- Gniebing (1109 Ew.)
- Oberweißenbach (230 Ew.)
- Paurach (267 Ew.)
- Unterweißenbach (645 Ew.)

## Geschichte
Das Gemeindegebiet ist seit rund 4000 Jahren von Menschen bewohnt. Die älteste urkundliche Erwähnung Weißenbachs datiert aus dem Jahr 1265. Im Jahr 1294 wurde Paurach und 1401 wurde Gniebing erstmals offiziell genannt.
Die Gemeinde Weißenbach wurde per 1. Juni 1951 in „Weißenbach bei Feldbach“ umbenannt.

### Gemeindefusionen
Die Gemeinden Gniebing und Weißenbach bei Feldbach wurden per 1. Jänner 1968 zu Gniebing-Weißenbach fusioniert.
Seit 2015 ist Gniebing-Weißenbach im Rahmen der Gemeindestrukturreform in der Steiermark mit den Gemeinden Feldbach, Auersbach, Gossendorf, Leitersdorf im Raabtal, Mühldorf bei Feldbach und Raabau zusammengeschlossen. Die neue Gemeinde führt den Namen „Feldbach“.

## Wirtschaft und Infrastruktur

### Verkehr
- Gniebing

Der Bahnhof Gniebing liegt im Ort an der steirischen Ostbahn. Es halten in Gniebing Züge der S3. Diese verkehren zwischen Graz – Gniebing – Feldbach – Fehring – Szentgotthárd.
Die ÖBB-Postbus Linie 400 verkehrt mit einigen Fahrten zwischen Graz – Gleisdorf – Gniebing – Feldbach – Bad Gleichenberg – Bairisch Kölldorf.
- Oberweißenbach

Im Süden von Oberweißenbach, direkt an der Gebietsgrenze zu Gnas, liegt die Haltestelle Prädiberg der Gleichenberger Bahn. Die Zügen verkehren zwischen Feldbach und Bad Gleichenberg. Die Linienbezeichnung lautet R532.
Die ÖBB-Postbus Linie 414 verkehrt an Schultagen auf der Linie Dietersdorf am Gnasbach – Gnas – Oberweißenbach – Unterweißenbach – Feldbach.

### Landwirtschaft

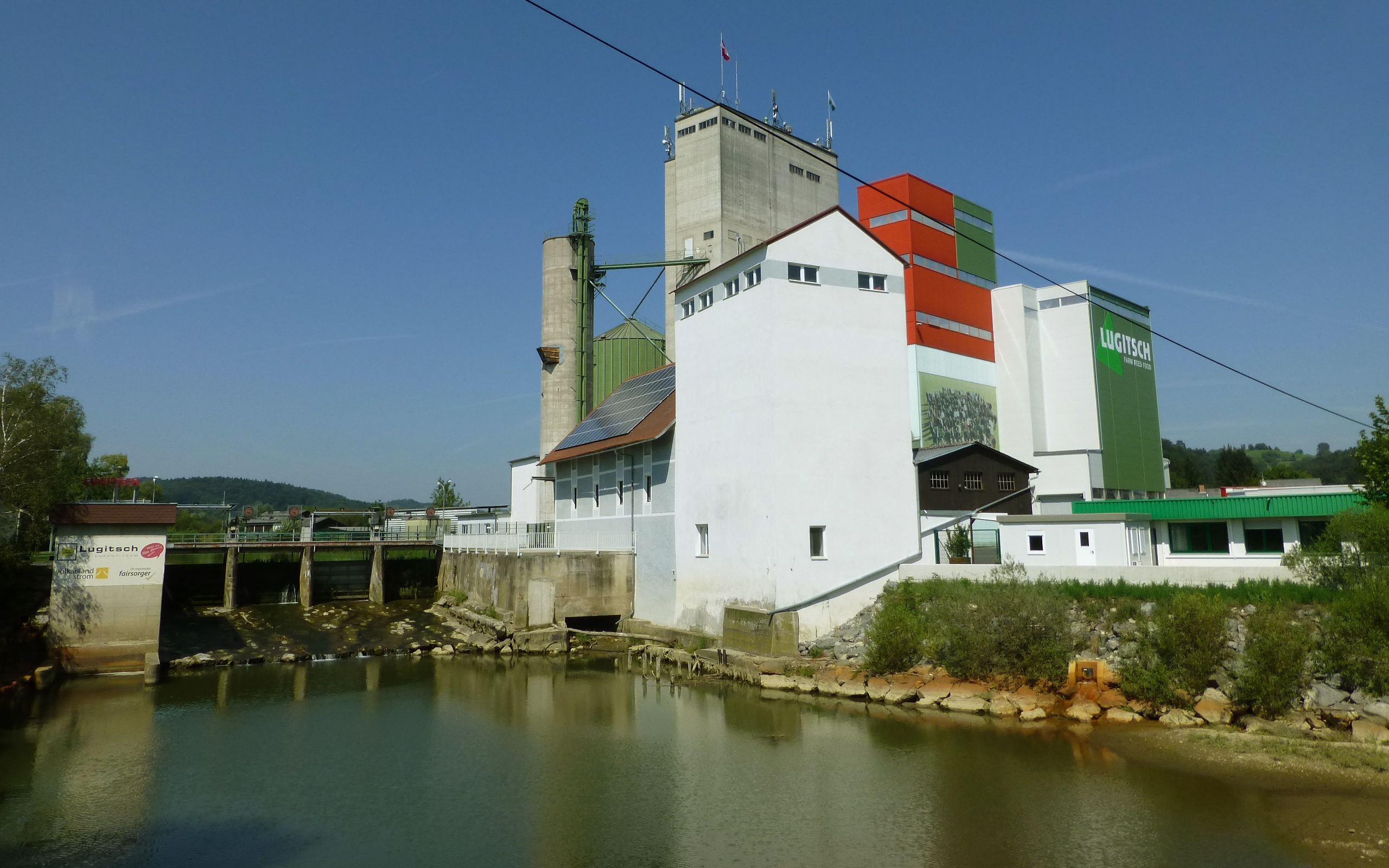
Tierfuttermühle Lugitsch in Gniebing

Das Gemeindegebiet ist landwirtschaftlich geprägt. Neben der Viehzucht finden sich vielfältige Streuobstwiesen, mit vielfältigen Obstsorten und Beeren, so beispielsweise Äpfel, Birnen, Quitten und Aronia. Es werden auch Kürbisse, Weizen und Mais angebaut. Die Weiterverarbeitungen sind vielfältig und reichen von Selchwaren und Brot über Wein, Honig, Kernöl und Fruchtsäften bis hin zu Schnäpsen, Edelbränden und Likören.

### Öffentliche Einrichtungen
Freiwillige Feuerwehr Gniebing
Die Freiwillige Feuerwehr Gniebing hat mit Stand 2019 folgende Fahrzeuge im Einsatz
- ein Tanklöschfahrzeug TLFA 3000 für Brandeinsätze,
- Lkw der Marke Iveco mit einem Gesamtgewicht von 7500 kg. Das Fahrzeug lässt sich schnell flexibel beladen. Dadurch können unterschiedlichste Einsatzarten abgedeckt werden,
- ein Mannschaftstransportfahrzeug (MTFA) der Marke VW, sowie
- zwei Spezialanhänger.

### Sport und Freizeit

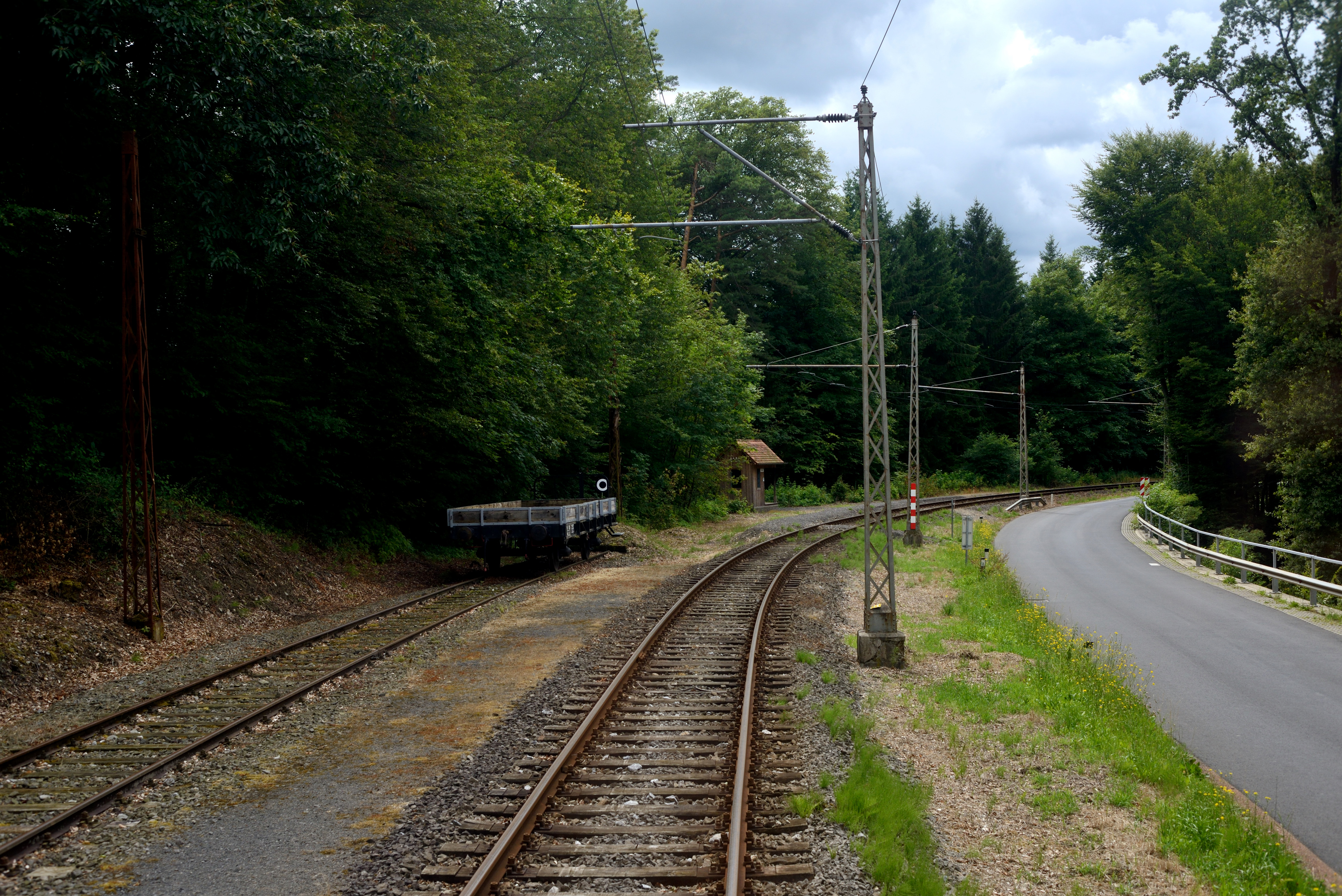
Haltestelle Prädiberg bei Oberweißenbach

Das hügelige Gelände des steirischen Vulkanlandes eignet sich hervorragend für leichte bis mittelschwere Wanderungen und Radtouren. Als Start und Ziel seien die Bahnhöfe Gniebing oder Prädiberg genannt. Da die Gleichenberger Bahn nur viermal täglich verkehrt eignet sich die Station Prädiberg unter Beachtung des Fahrplans insbesondere als Startpunkt. Einzelne Fahrräder können in den Triebwagen der Gleichenberger Bahn befördert werden.
Lohnenswerte Ziele sind z. B.:
- Gniebing: Österreichisches Vulkanmuseum[14]
- Unterweißenbach: Kalvarienberg[12]
- Über den Gniebingberg-Wanderweg zu den Meissl-Teichen[12]
- Von Prädiberg über den Bahnwanderweg (Markierung: weiße quadratische Tafeln mit einer Dampflok) zum Kalvarienberg[15]. Ein Abstecher zur Ortskapelle Hl. Dreifaltigkeit in Oberweißenbach ist in die Wanderung einfach zu integrieren.[12]

Die höchste Erhebung von Oberweißenbach, der 410 m hohe Wartberg, liegt an der Gemeindegrenze zu Gnas.
Vielfältige gastronomische Betriebe stehen zur Verfügung. Es ist möglich, in landwirtschaftlichen Betrieben regionale Produkte direkt im Hofverkauf zu erwerben.

## Kultur und Sehenswürdigkeiten

Blick auf Paurach von Nordosten

- Bildstöcke in Gniebing

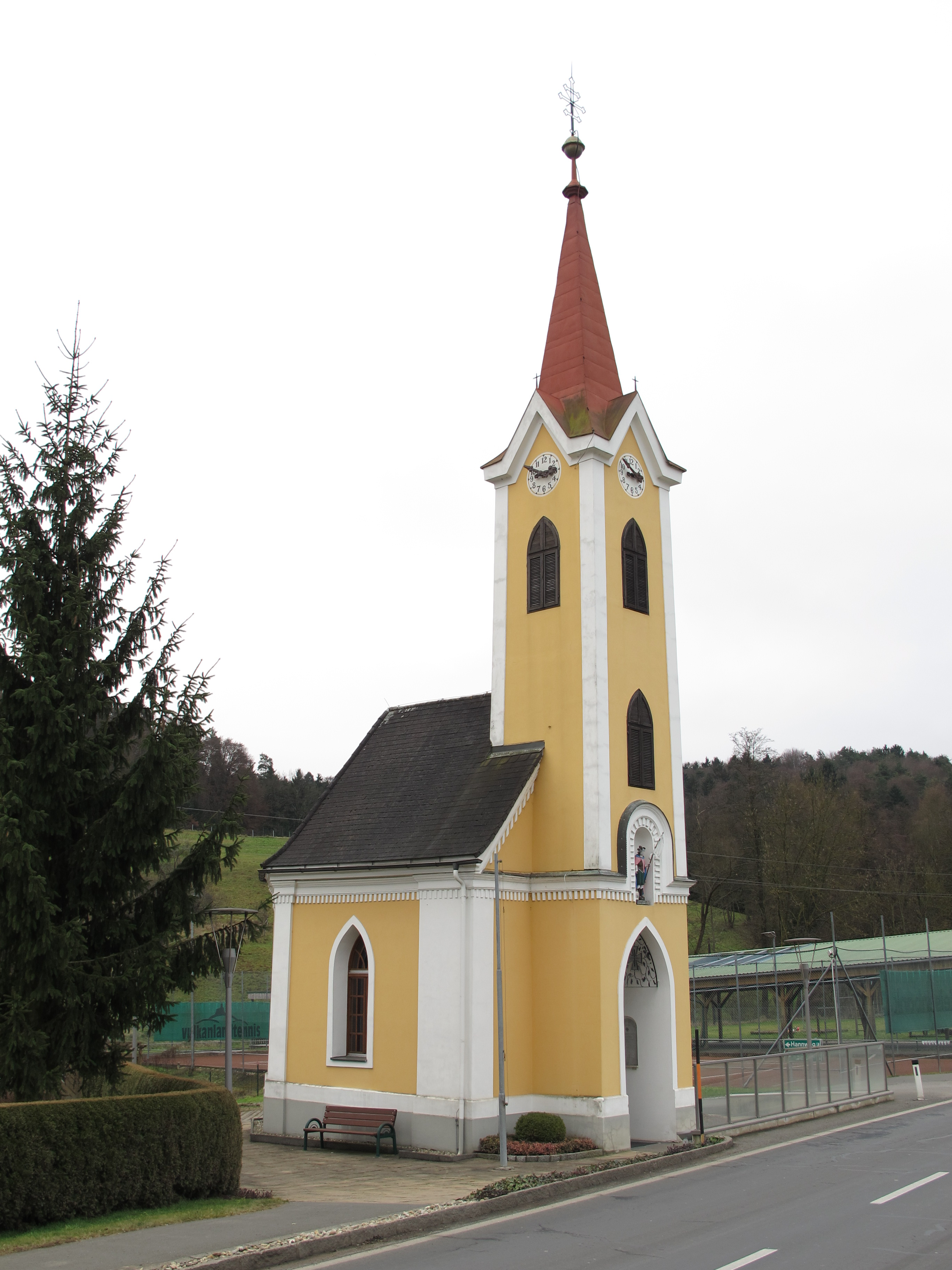
Ortskapelle Hl. Dreifaltigkeit Oberweißenbach

- Kalvarienberg mit St. Anna-Kirchlein, Grundsteinlegung 1640[12]

Die Anfänge der Filialkirche reichen zurück in das 17. Jahrhundert. Bereits 1788 wurde sie für überflüssig erachtet und am 1. Dezember desselben Jahres profaniert. Die St.-Anna-Kirche wurde abgerissen und eine kleine Anna-Kapelle gebaut. 1984 initiierte Dechant Johann Leopold eine gründliche Renovierung des Kalvarienberges. Im Turm der St. Anna-Kapelle befindet sich keine Glocke.
- Ortskapelle Hl. Dreifaltigkeit in Oberweißenbach, erbaut 1882[12]

Die Dorfkapelle in Oberweißenbach ist der heiligsten Dreifaltigkeit geweiht. In der Ortskapelle war zunächst eine 172 kg schwere Bronzeglocke mit einem Durchmesser von 68 cm aus dem Jahre 1829 vorhanden. Diese Glocke wurde vermutlich im Ersten Weltkrieg abgenommen. Die heutigen Glocken wurden 1919 bei Böhler in Kapfenberg gegossen. Ortsschaftsfeiertage sind der Pfingstdienstag und der 3. August.
- Lugitschkapelle in Gniebing, erbaut 1852[12]

Seit dem 14. September 1942 befindet sich in der Lugitschkapelle keine Glocke mehr. Die Lugitschkapelle wurde im Jahre 1984  innen und außen gründlich renoviert.
- Kapelle am Gniebingberg, Baubeginn 1915, Fertigstellung 1924[12]

Die Kapelle zu Ehren der Gottesmutter Maria, die neue Glocke und eine Gedenktafel für die Opfer des Ersten Weltkrieges der Gemeinde Gniebing wurden am 8. September 1924 vom Feldbacher Stadtpfarrer Josef Eberl geweiht.

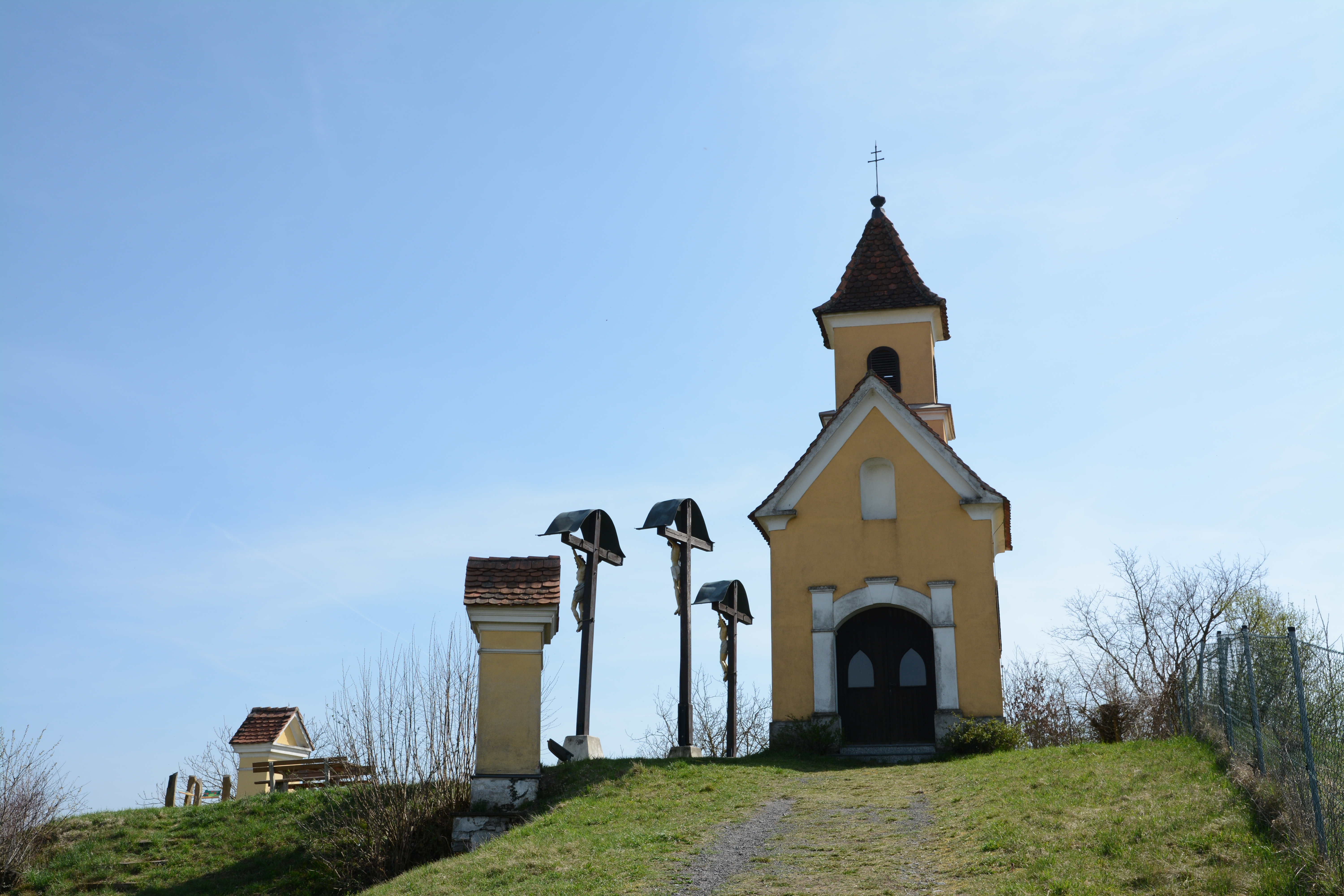
St. Anna-Kirchlein am Kalvarienberg
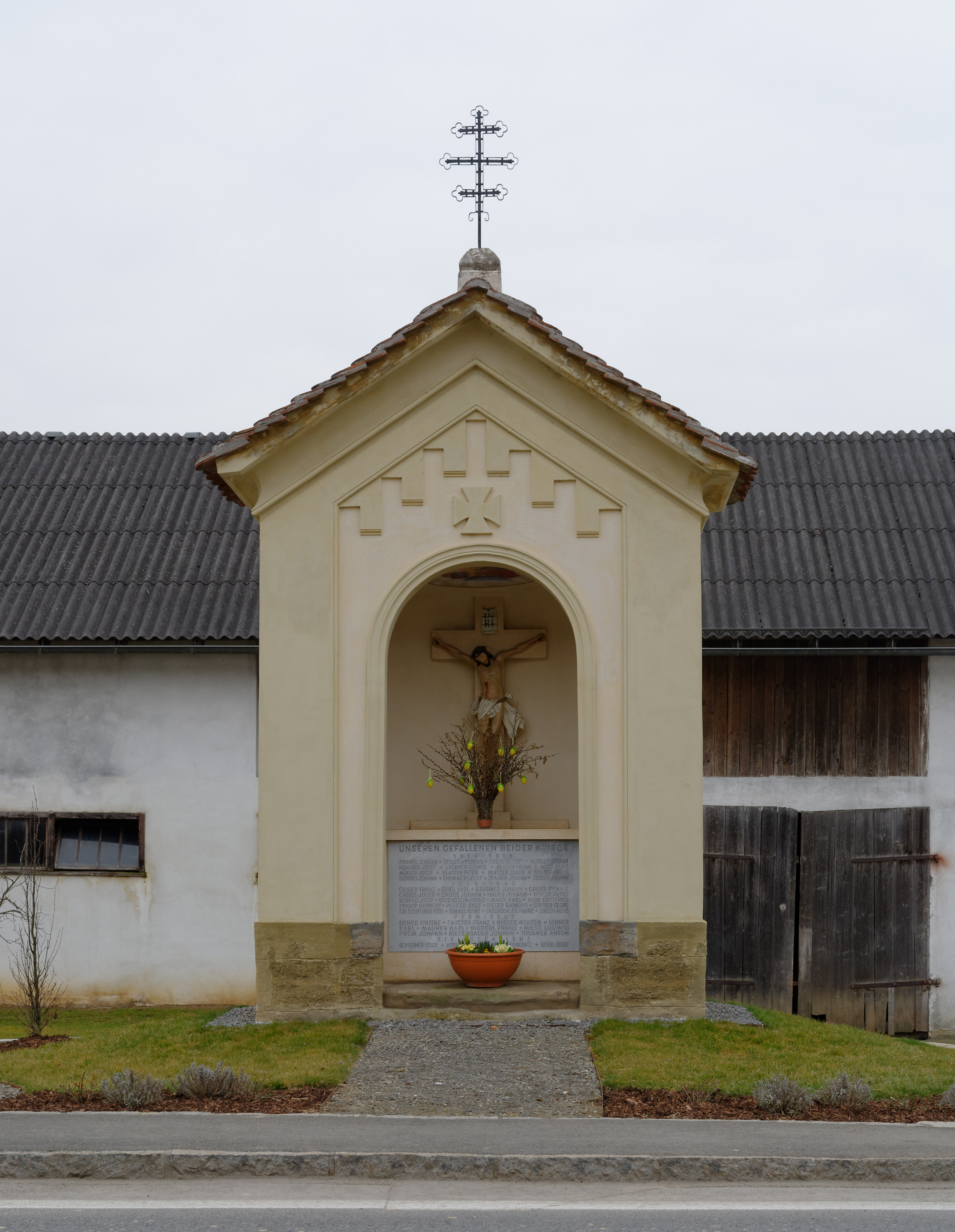
Kapellenbildstock
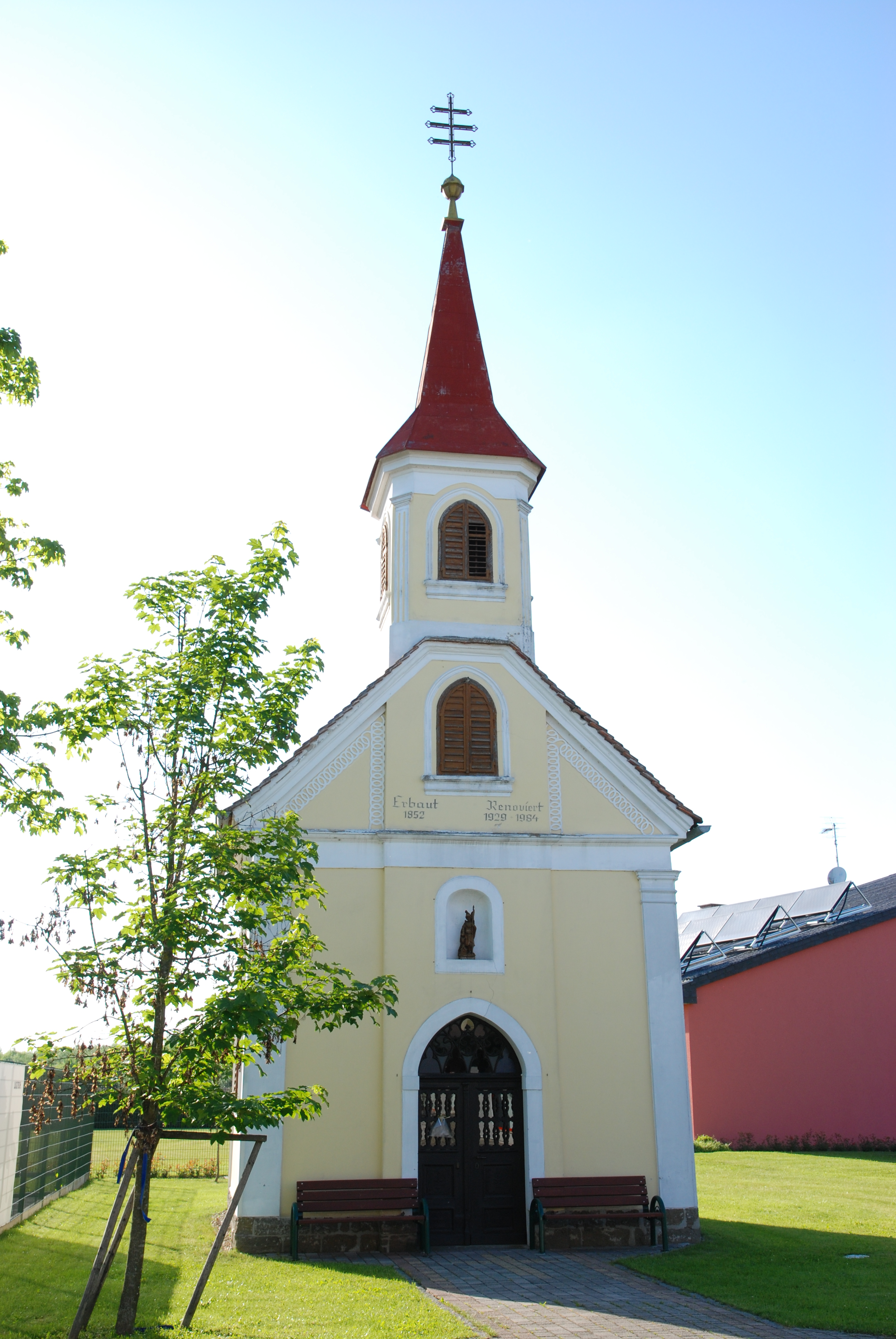
Lugitschkapelle

## Politik
Der ehemalige Gemeinderat bestand aus 15 Mitgliedern und setzte sich seit der letzten Gemeinderatswahl aus Mandaten der folgenden Parteien zusammen:
- 11 ÖVP – stellte Bürgermeister und Vizebürgermeister
- 3 SPÖ
- 1 Parteifrei

### Wappen
Die Verleihung des Gemeindewappens erfolgte mit Wirkung vom 1. Juli 1991.
Blasonierung (Wappenbeschreibung):
„In goldenem Schild schwarz über zwei erhöhten Leisten im Schildfuß eine von zwei Punktreihen überhöhte Spitze von zehn Spickeln.“

## Persönlichkeiten

### Söhne und Töchter des Ortes
- Ignatz Neubauer (1816–1888), Rechtswissenschaftler, Politiker und Mitglied der Frankfurter Nationalversammlung
- Otto Gross (1877–1920), Psychiater, Psychoanalytiker und Anarchist